# Dominicomyia chrysotimoides
Dominicomyia chrysotimoides är en tvåvingeart som beskrevs av Robinson 1975. Dominicomyia chrysotimoides ingår i släktet Dominicomyia och familjen styltflugor.
Artens utbredningsområde är Dominica. Inga underarter finns listade i Catalogue of Life.